# Йоанн Лисов
Йоанн Лисов (10 вересня 1921 — 3 серпня 2000) — естонський баскетболіст.
Срібний призер Олімпійських Ігор 1952 року.
Чемпіон Європи 1947, 1951 років.